# Robert P. Letcher
Robert Perkins Letcher (10 de fevereiro de 1788 - Frankfort, 24 de janeiro de 1861) foi um político e advogado norte-americano com carreira no estado de Kentucky. Ele serviu como deputado, embaixador no México e foi o 15º governador de Kentucky. Ele também atuou na Assembleia Geral de Kentucky, onde foi presidente da Câmara entre 1837 e 1838. Um forte militante do Partido Whig, Robert era amigo de Henry Clay e John J. Crittenden.